# 刺鹩科
刺鹩科（学名：Acanthisittidae）是雀形目的一个科，现仅存2属2种，为新西兰特有种，有时也被称为“新西兰鹩”。体型较小，腿和喙较长，生活在山区。
- 刺鹩属（Acanthisitta）
  - 刺鹩（Acanthisitta chloris）
- 異鷯屬（Xenicus）
  - †丛异鹩（Xenicus longipes）
  - 石異鷯（Xenicus gilviventris）
  - †斯蒂芬岛异鹩（Xenicus lyalli）
- 粗腿鷯屬（Pachyplichas）
  - †南島粗腿鷯（Pachyplichas yaldwyni）
  - †北島粗腿鷯（Pachyplichas jagmi）
- 長嘴鷯屬（Dendroscansor）
  - †長嘴鷯（Dendroscansor decurvirostris）